# Bürgerkrieg in der Republik Kongo
Der Bürgerkrieg in der Republik Kongo war ein militärischer Konflikt zwischen den Präsidentschaftskandidaten Pascal Lissouba und Denis Sassou-Nguesso in der Republik Kongo, der von Juni 1997 bis Dezember 1999 andauerte und durch den Einmarsch von angolanischen Streitkräften und der Einsetzung von Sassou-Nguesso als Machthaber endete. Im Kongo ist der Krieg weithin als der Krieg des 5. Juni bekannt.

## Verlauf und Ereignisse
Im Jahre 1991 wurde die seit 1968 herrschende marxistisch-leninistische Kongolesische Arbeiterpartei (PCT) unter Denis Sassou-Nguesso, welcher von 1979 bis 1992 herrschte, durch Massendemonstrationen zur Aufgabe der Macht gezwungen. Bis dahin war der Kongo ein kommunistischer Einparteienstaat. 1992 gewann Pascal Lissouba die ersten demokratischen Wahlen des Landes und wurde neuer Präsident. Kongos Demokratisierungsprozess wurde allerdings im Jahre 1997 unterbrochen. Als die für Juli 1997 geplanten Präsidentschaftswahlen näherrückten, nahmen die Spannungen zwischen den Unterstützern des Präsidenten Lissouba und dem ehemaligen Präsidenten Sassou-Nguesso zu.
Als am 5. Juni Lissoubas Regierungstruppen Sassous Gelände in Brazzaville umzingelten, befahl Sassou seinen Milizen, Widerstand zu leisten. Dadurch begann ein 4-monatiger Konflikt, welcher einen großen Teil der Hauptstadt zerstörte. Am frühen Oktober 1997 marschierten auf der Seite von Sassou angolanische Truppen in den Kongo ein. Die meisten Viertel von Brazzaville fielen am 14. Oktober 1997 unter die Kontrolle der Rebellen und der angolanischen Truppen. Lissouba flüchtete; innerhalb von zwei Tagen war die Hauptstadt unter der Kontrolle von Kräften, die loyal zu Sassou-Nguesso standen, und Pointe-Noire fiel mit wenig Widerstand. Bald danach erklärte Sassou sich selbst zum Präsidenten und ernannte eine 33 Mitglieder starke Regierung.
Im Laufe des politischen Konfliktes zwischen Lissouba und Sassou-Nguesso war das Erdöl ein entscheidender Faktor im Krieg, und da französische Interessen auf dem Spiel standen, unterstützte Frankreich Sassou-Nguesso gegen Lissouba.
Im Januar 1998 hielt das Sassou-Regime ein Nationalforum für Versöhnung ab, um die Natur und die Dauer der Übergangsperiode zu bestimmen. Das Forum, welches fest von der Regierung kontrolliert wurde, entschied, dass Wahlen nach über drei Jahren abgehalten werden sollten, wählte eine Übergangsberatungslegislatur und kündigte an, dass eine konstitutionelle Konvention den Entwurf einer Verfassung ausarbeiten werde. Allerdings unterbrach der Ausbruch von Kämpfen in den letzten Monaten des Jahres 1998 zwischen Sassous Regierungstruppen und einer bewaffneten Opposition die übergangsweise Rückkehr zur Demokratie. Diese neue Gewalt führte auch zum Schließen der wirtschaftlich wichtigen Kongo-Ozean-Bahn zwischen Brazzaville und Pointe-Noire und führte zur großflächigen Vernichtung von Leben im südlichen Brazzaville und in den Regionen Pool, Bouenza und Niari. Zudem führte die Gewalt zu einer Wanderungsbewegung von mehreren hunderttausend Personen. Allerdings unterzeichnete die Regierung im November und im Dezember 1999 eine Vereinbarung mit vielen, wenn auch nicht allen, Rebellengruppen. Das Dezember-Abkommen, ausgehandelt von Präsident Omar Bongo von Gabun rief zu weiteren Verhandlungen, einschließlich von genauen politischen, zwischen der Regierung und der Opposition auf.